# Neustift im Stubaital
Neustift im Stubaital è un comune austriaco di 4 704 abitanti nel distretto di Innsbruck-Land, in Tirolo.

## Geografia fisica

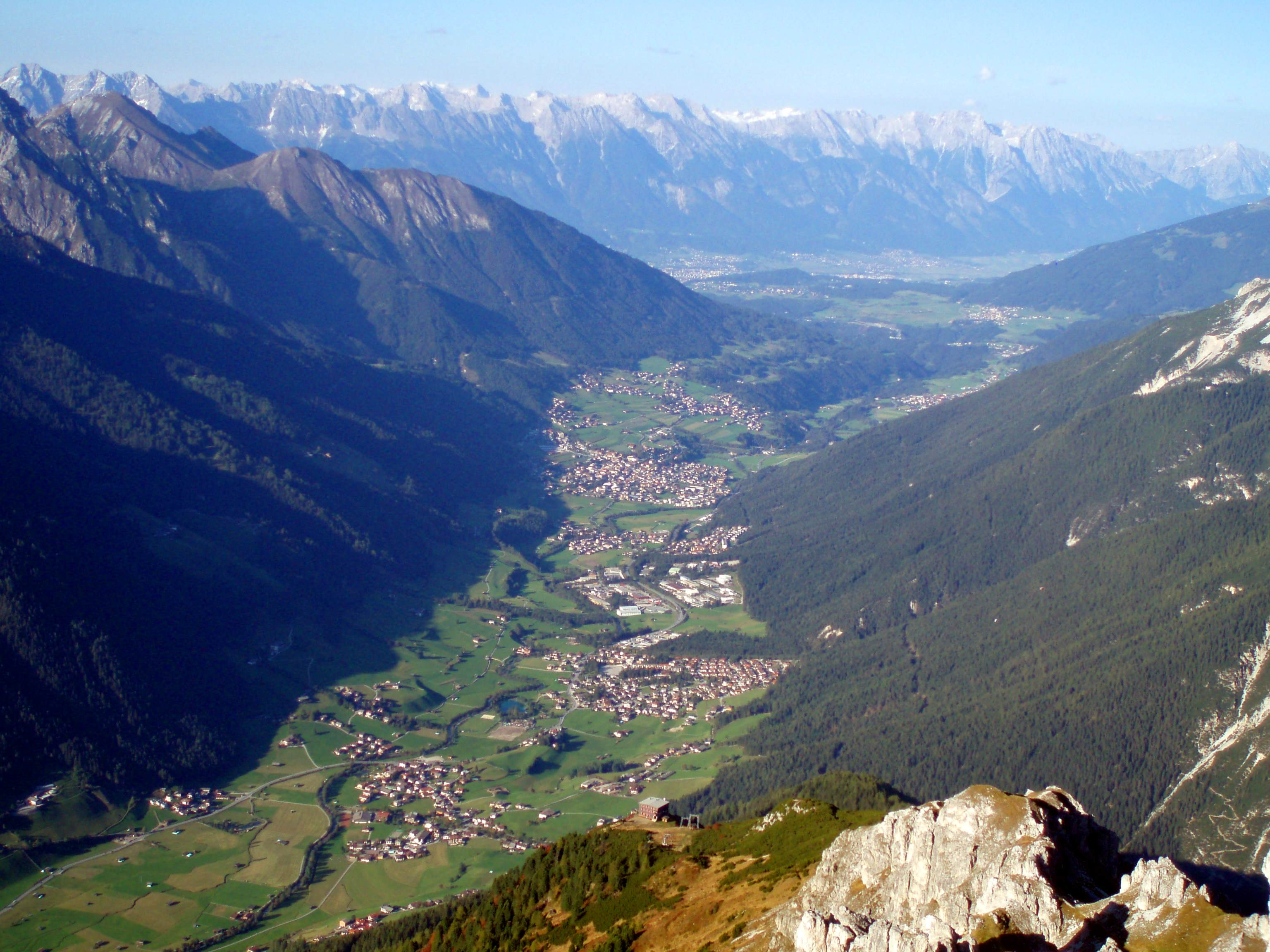
La Stubaital

Neustift è situata a sud di Innsbruck, nella Valle di Stubai (Stubaital), una delle più spettacolari del Tirolo per i suoi scenari, che si diparte dal versante occidentale della Wipptal. 
La valle presenta formazioni montagnose di origine calcarea nella sua parte iniziale, mentre in quella finale sono presenti picchi di gneiss e di granito che superano i 3 000 metri coperti da ghiacciai; cinque di questi formano il Ghiacciaio dello Stubai, il più grande dell'Austria, che ricopre una superficie di 15 km² formando una vasta area sciistica. La valle è percorsa dal torrente Ruetz, affluente del fiume Sill.

## Storia
La Valle di Stubai era già abitata nell'Età del bronzo (circa 1800-1300 a.C.), come danno testimonianza alcuni reperti rinvenuti nella zona appartenenti a quel periodo, mentre delle urne cinerarie, risalenti ad un periodo compreso tra il 1300-1000 a.C. furono ritrovate nelle zone delle vicine Schönberg im Stubaital, Mieders e Telfes im Stubai.
Nel 15 a.C. le legioni romane dell'imperatore Augusto, dirette verso nord durante la campagna retica sotto il comando di Druso maggiore, occuparono la regione sottomettendo le popolazioni montane che l'abitavano. Solo nel I secolo d.C. ogni resistenza fu debellata e il territorio fu ascritto alla provincia alpina e transalpina della Rezia.
Nel 600 le migrazioni dei Bavari, provenienti da nord, occuparono la regione rimanendovi per duecento anni e condizionandola con la loro lingua e cultura. Nell'800 la regione dell'odierno Tirolo era sotto la sovranità dei duchi di Baviera e vi rimase fino al 7 giugno 1027, quando l'imperatore Corrado II il Salico assegnò l'allora Contea di Norital (da Bolzano fino alla valle dell'Inn) al vescovo di Bressanone. L'amministrazione e la giurisdizione fu però affidata ai conti Andechs che governavano dal loro castello di Ambras. Intorno al 1250 i conti del Tirolo assunsero la sovranità della regione ed anche della Valle di Stubai.
La valle nel medioevo aveva un unico tribunale e una comunità parrocchiale, con sede a Telfes. Nel XII e XIII secolo furono costituiti, dai sovrani, i masi alpini (Schwaighöfe): insediamenti stabili delle popolazioni in eccesso, che venivano allontanate dal fondo valle in zone isolate, per non ridurre le superfici adibite a pascolo.

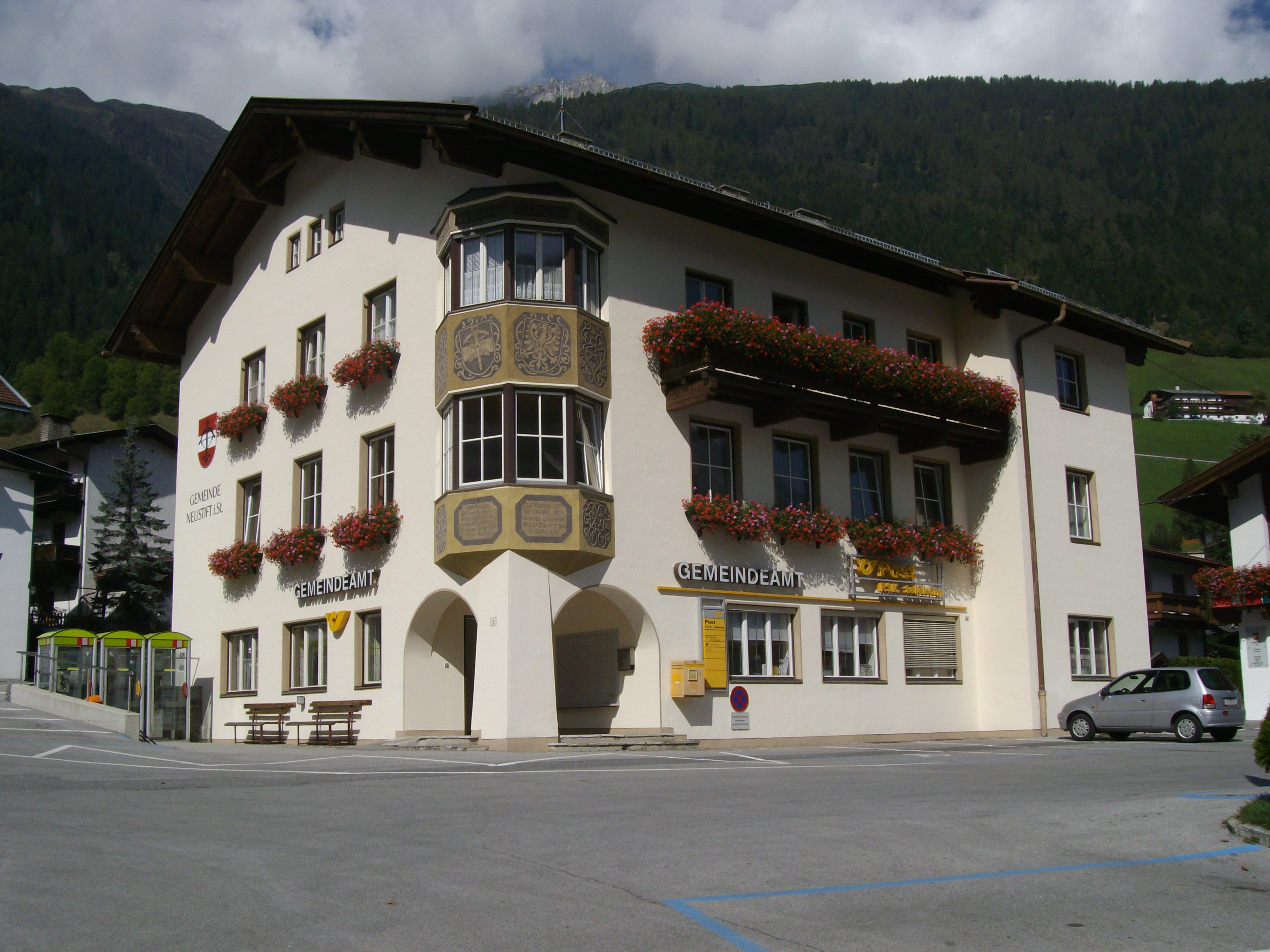
Il municipio di Neustift im Stubaital

Nel 1400 il vasto comune di Stubai fu diviso in cinque più piccoli: Telfes, Schönberg, Mieders, Fulpmes e Im Tal, cui seguì Neustift. Il nome Neustift apparve per la prima volta in documenti del 1312, mentre in altri del 1387 apparve il nome di “Niwenstift im Tal ze Stubai”. Il comune di Im Tal venne a sua volta suddiviso in cinque frazioni: Neders, Rain, Milders, Oberberg e Unterberg.

### Stemma
Lo stemma del comune è costituito da uno scudo rosso, con una banda orizzontale centrale bianca come la bandiera austriaca, e da una balestra nera centrale con due frecce incrociate tra loro. La balestra ricorda i soggiorni di caccia dell'imperatore Massimiliano I d'Asburgo a Oberberg.

## Monumenti e luoghi d'interesse

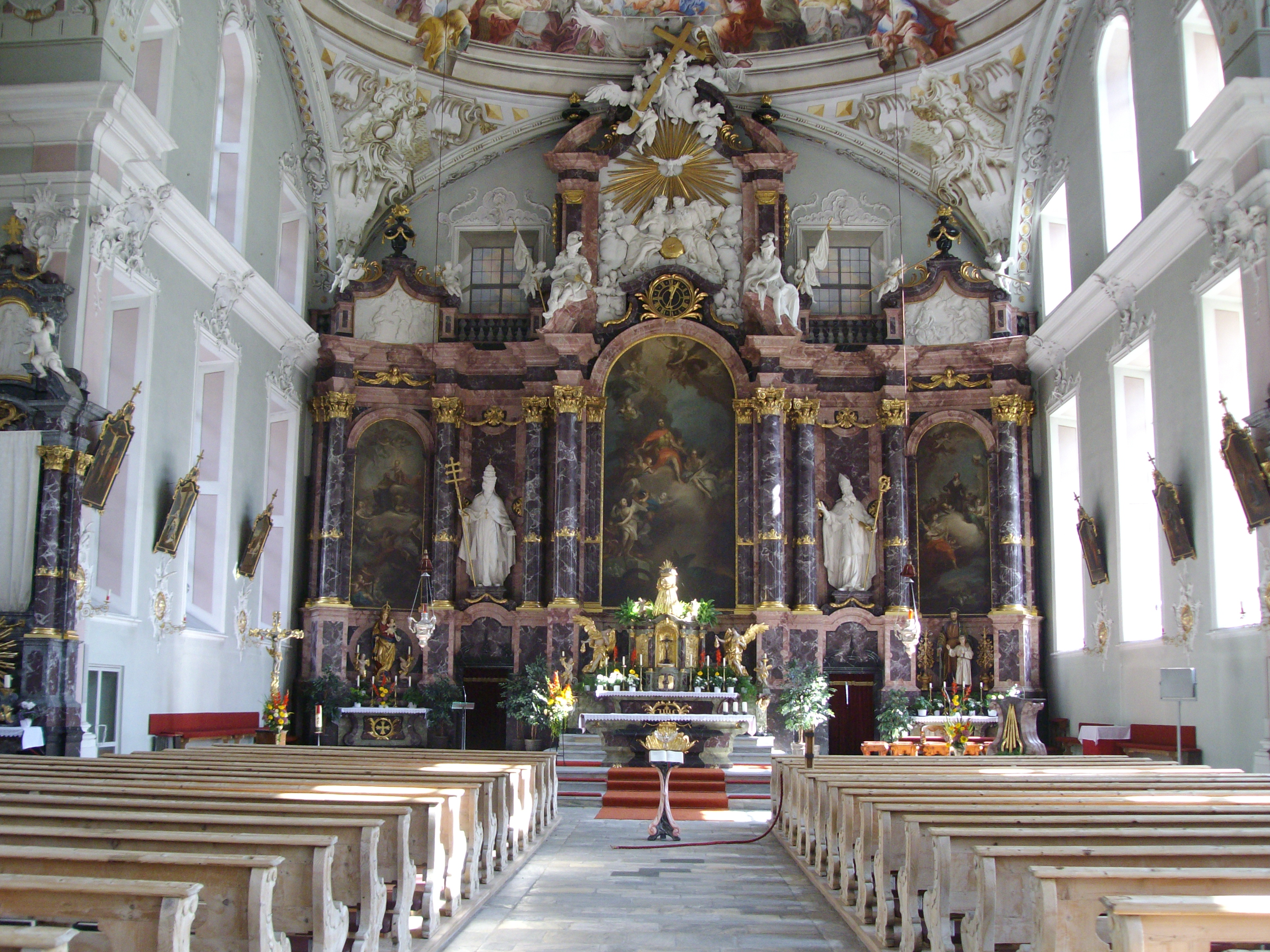
L'interno rococò della chiesa parrocchiale di San Giorgio

- Chiesa parrocchiale di San Giorgio (Pfarrkirche zum heiligen Georg). Nel 1516 Christoph von Schrofenstein, vescovo di Bressanone, consacrò la prima chiesa di Neustift, dedicata a san Giorgio e successivamente distrutta da un incendio nel 1772; nel 1768 erano già iniziati i lavori per la costruzione di una nuova chiesa, quella attuale, molto più grande della precedente, in stile rococò, su progetto dell'architetto sacerdote Franz de Paula Penz con l'altare maggiore tripartito opera di Karl Henrici, sfarzosi stucchi interni ed affreschi nelle tre finte cupole di Joseph Keller, Josef Anton Zoller e Joseph Haller (1772) . Nel 1812 la chiesa fu elevata a parrocchia indipendente ed è la chiesa "di paese” più grande del Tirolo[senza fonte].

## Infrastrutture e trasporti
La vallata è percorsa dalla strada statale 183 che termina in località Mutterberg, a 1 697 m s.l.m.: qui si trova la stazione di partenza della funivia Eisgratbahn, inaugurata nel 2016, che raggiunge un punto del ghiacciaio dello Stubai a 2 885 m s.l.m.

## Sport
Oltre a essere una nota stazione sciistica, Neustift im Stubaital ha ospitato numerosi ritiri di squadre di calcio di alto livello, tra i quali quello del Genoa e della Nazionale spagnola agli Europei del 2008 (competizione in cui sarebbe risultata vincitrice).